# Ronde van Vlaanderen U23 2018
De 23e editie van de wielerwedstrijd Ronde van Vlaanderen U23 werd gehouden op 7 april 2018. De start en finish waren in Oudenaarde. De wedstrijd maakte deel uit van de UCI Europe Tour en de UCI Nations' Cup U23, in de categorie 1.Ncup. De Australiër James Whelan volgde de Ier Eddie Dunbar op als winnaar.

## Uitslag
| Plaats  | Naam                  | Tijd     |
| ------- | --------------------- | -------- |
| Winnaar | James Whelan          | 4u07'57" |
| 2       | Max Kanter            | + 6"     |
| 3       | Robert Stannard       | z.t.     |
| 4       | Kamil Małecki         | z.t.     |
| 5       | Andreas Stokbro       | z.t.     |
| 6       | Marc Hirschi          | z.t.     |
| 7       | Sean Bennett          | z.t.     |
| 8       | Damien Touzé          | z.t.     |
| 9       | Filippo Rocchetti     | z.t.     |
| 10      | Cyrus Monk            | z.t.     |
| 11      | Matthew Teggart       | z.t.     |
| 12      | Cédric Beullens       | z.t.     |
| 13      | Lucas Eriksson        | z.t.     |
| 14      | Rasmus Tiller         | z.t.     |
| 15      | Tadej Pogačar         | z.t.     |
| 16      | Erik Nordsæter Resell | z.t.     |
| 17      | Reto Müller           | z.t.     |
| 18      | Georg Zimmermann      | z.t.     |
| 19      | Pierre Goebeert       | z.t.     |
| 20      | Stan Dewulf           | z.t.     |

 Ronde van de Belofte · 
 Aziatische kampioenschappen · 
 Oceanische kampioenschappen · 
 Gent-Wevelgem/Kattekoers-Ieper · 
 Ronde van Vlaanderen voor beloften · 
 ZLM Tour · 
 Grote Prijs Priessnitz spa · 
 Europese kampioenschappen · 
 Ronde van de Toekomst